# Улица Карла Маркса (Арзамас)
Улица Ка́рла Ма́ркса (ранее улица Сальникова) — одна из самых старых улиц Арзамаса. Проходит от улицы Калинина до Соборной площади. Улица с ограниченным движением автотранспорта, не является пешеходной. Названа в честь немецкого философа, социолога, экономиста, писателя, поэта Карла Маркса.
Улицу Карла Маркса пересекают улицы Горького, Ступина, Свободы, Революции. На ней находятся Арзамасский государственный педагогический институт, дом-музей Максима Горького, Медицинский колледж, выставочный зал.

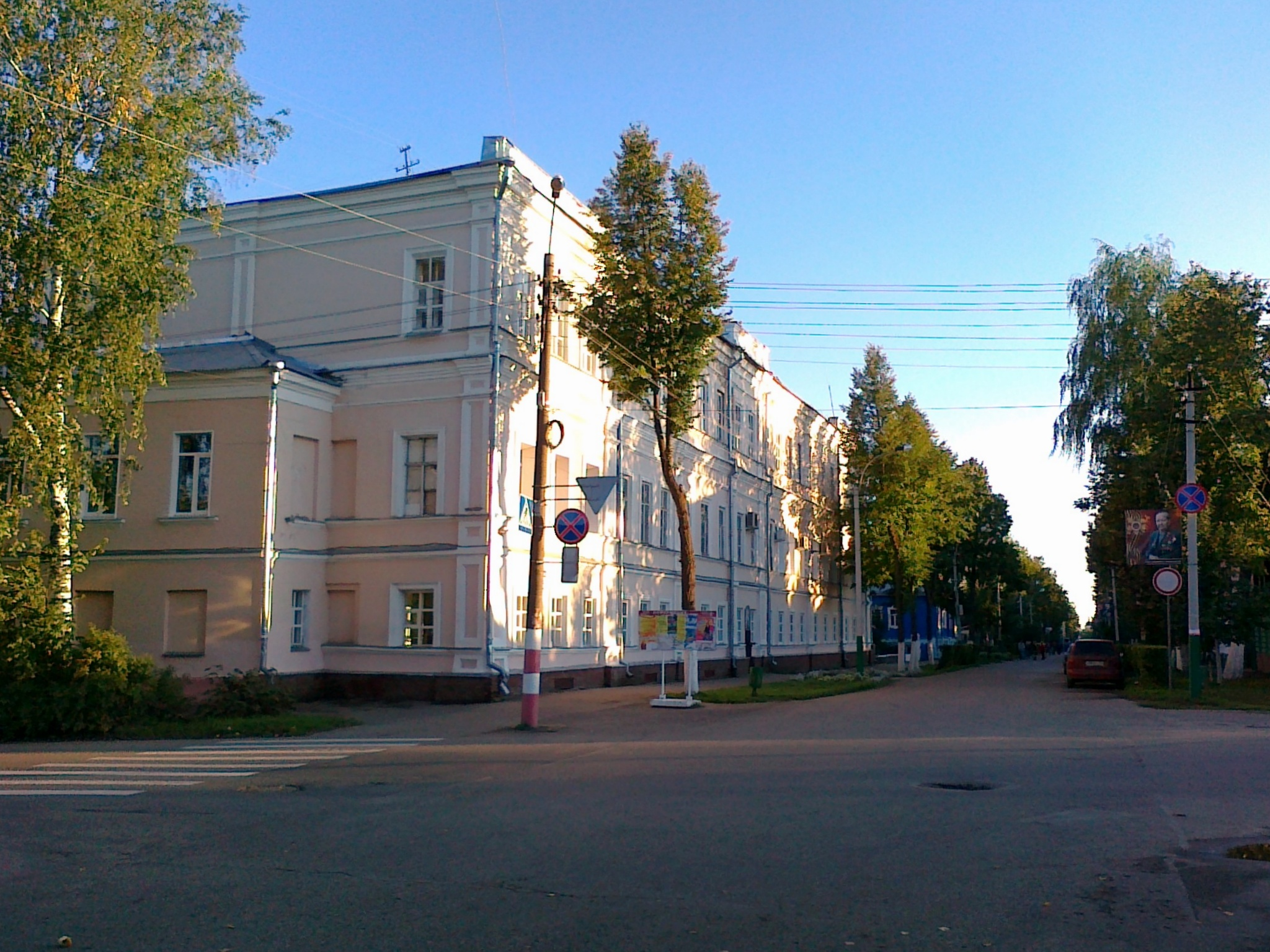
Арзамасский государственный педагогический институт